# آلووالو (هاوایی)
آلووالو (به انگلیسی: Olowalu) یک منطقهٔ مسکونی در ایالات متحده آمریکا است. آلووالو ۸۰ نفر جمعیت دارد.